# ABBA
ABBA (viết cách điệu: ᗅᗺᗷᗅ) là một nhóm nhạc pop Thụy Điển được thành lập tại Stockholm bởi Agnetha Fältskog, Björn Ulvaeus, Benny Andersson, và Anni-Frid Lyngstad. Tên ban nhạc ghép các chữ cái đầu tiên của tên các thành viên. Họ đã trở thành một trong những nghệ sĩ có đĩa đơn bán chạy nhất trong lịch sử âm nhạc đại chúng, đứng đầu các bảng xếp hạng trên toàn thế giới từ năm 1974 đến năm 1982. ABBA giành giải Eurovision Song Contest 1974 tại The Dome ở Brighton, Anh Quốc, giúp Thụy Điển có lần đầu tiên đăng quang ở cuộc thi này, và là nhóm nhạc thành công nhất từng tham gia vào cuộc thi từ trước đến nay.
Doanh số tiêu thụ đĩa nhạc của ABBA tính đến nay là không chắc chắn và ước tính nằm trong khoảng từ 140 đến hơn 500 triệu bảng. Điều này giúp họ trở thành một trong những nghệ sĩ âm nhạc có đĩa đơn bán chạy nhất mọi thời đại. ABBA là nhóm nhạc đầu tiên từ một quốc gia không nói tiếng Anh gặt hái nhiều thành công trên các bảng xếp hạng của những quốc gia nói tiếng Anh, bao gồm Vương quốc Anh, Ireland, Canada, Úc, New Zealand, Nam Phi, và Hoa Kỳ. Họ cũng lập kỷ lục với 8 album quán quân liên tiếp tại Anh Quốc. Nhóm cũng đạt được những thành công đáng kể tại thị trường Mỹ Latinh, và đã thực hiện một tuyển tập những bản hit của họ bằng tiếng Tây Ban Nha.
Trong những năm hoạt động của nhóm nhạc, Fältskog & Ulvaeus và Lyngstad & Andersson đã kết hôn với nhau. Tuy nhiên, khi ABBA đang trải qua thời kì đỉnh cao của danh tiếng, cả hai mối quan hệ đều vấp phải nhiều vấn đề và cuối cùng dẫn đến sự sụp đổ trong hôn nhân giữa Ulvaeus-Fältskog vào năm 1979 và Andersson-Lyngstad vào năm 1981. Những thay đổi trong mối quan hệ của họ đã được phản ánh trong âm nhạc của nhóm, với các tác phẩm sau này đều mang những nội dung theo hướng nội tâm và ưu ám hơn, khác với phần âm nhạc mang tính chất thuần pop thường thấy của họ.
Sau khi ABBA tan rã vào tháng 12 năm 1982, Andersson và Ulvaeus đạt được nhiều thành công ở lĩnh vực viết nhạc sân khấu, trong khi Lyngstad và Fältskog theo đuổi sự nghiệp hát đơn và gặt hái những thành công nhất định. Âm nhạc của ABBA dần bị lãng quên cho đến năm 1989, khi bản quyền danh mục âm nhạc của ABBA và công ty thu âm Polar được mua lại bởi Polygram, cho phép hãng được tái bản tất cả những bản thu âm của nhóm trên toàn cầu và ra mắt một tuyển tập hit mới (ABBA Gold) vào tháng 9 năm 1992 đã trở thành một hit lớn trên toàn thế giới. Một số tác phẩm điện ảnh, nổi bật là Muriel's Wedding (1994) và The Adventures of Priscilla, Queen of the Desert (1994), tiếp tục gầy dựng lại sự quan tâm của công chúng đối với nhóm và dẫn đến việc sản sinh nhiều ban nhạc tri ân sau đó. Năm 1999, âm nhạc của ABBA được chuyển thể thành vở nhạc kịch thành công Mamma Mia! và lưu diễn toàn thế giới. Một bộ phim cùng tên, phát hành năm 2008, đã trở thành bộ phim có doanh thu cao nhất ở Vương quốc Anh năm đó.
ABBA được vinh danh tại lễ kỷ niệm lần thứ 50 của Eurovision Song Contest vào năm 2005, khi bản hit trình diễn tại cuộc thi của họ "Waterloo" được chọn là bài hát hay nhất trong lịch sử cuộc thi. Nhóm được giới thiệu vào Đại sảnh Danh vọng Rock and Roll vào năm 2010. Năm 2015, bài hát "Dancing Queen" được giới thiệu vào Đại sảnh Danh vọng Grammy của Viện hàn lâm Khoa học và Nghệ thuật Thu âm Quốc gia.
Năm 2016, các thành viên của ABBA công bố một dự án đặc biệt sẽ được tiết lộ trong năm 2017.